# USS Mahan (DDG-72)
Pour les autres navires du même nom, voir USS Mahan.
L’USS Mahan (DDG-72) est un destroyer américain de la classe Arleigh Burke, commissionné le 14 février 1998 et actuellement en service dans l'United States Navy. Il a été construit au chantier naval Bath Iron Works dans le Maine.

## Histoire du service
Il appartient au Carrier Strike Group 12, relevant de l'United States Fleet Forces Command.